# Phare de Duxbury Pier
Le phare de Duxbury Pier (en anglais : Duxbury Pier Light) est un phare actif situé à Plymouth Harbor (en) dans le Comté de Plymouth (État du Massachusetts).
Il est inscrit au Registre national des lieux historiques depuis le 4 juin 2014 .

## Histoire
Le phare de Duxbury Pier (appelé aussi Duxbury Light ou Bug Light) a été construit en 1871 sur le côté nord du chenal principal du port de Plymouth pour marquer le dangereux banc de Saquish Head (en). Ce fut le premier phare à caisson aux États-Unis.
Le phare mesure 14 mètres de haut et comprend trois niveaux qui ont été utilisés comme quartiers d'habitation et une salle de surveillance. La salle de la lanterne contenait une lentille de Fresnel de quatrième ordre, mise en service le 15 septembre 1871. Pour protéger la structure, 100 tonnes de pierres ont été placées autour de sa base immergée en 1886. Un réservoir de 2.600 litres a été ajouté en 1900. Le phare a été automatisé en 1964 et les gardiens ont été enlevés. Une balise moderne a remplacé la lentille de Fresnel. Au cours des deux décennies suivantes, la lumière fut victime de vandalisme et les oiseaux de mer s'installèrent à l'intérieur. Il a été rénové dans les années 1980 et 2001 et continue de servir d’aide à la navigation.
Le phare a survécu à l'ouragan de 1944 lorsque des vagues de 9 mètres l'ont frappé. Une grosse mer sur le côté est a détruit le mécanisme de la sonnette à brouillard, le bateau des gardiens et les toilettes. En 1983, les garde-côtes décidèrent de remplacer le phare de Duxbury Pier par une tour en fibre de verre, à l'instar de celle qui avait remplacé l'ancien phare de Deer Island, dans le port de Boston. La Garde côtière avait estimé qu'une rénovation de la structure actuelle aurait coûté 250.000 dollars. Un groupe de résidents concernés a formé le Project Bug Light. Un bail de cinq ans a été accordé au comité de préservation. La Garde côtière a sablé et peint la structure et a effectué des travaux de réparation en 1983 (les travaux ont été achevés en 1985). La Garde côtière a dépensé 100.000 dollars pour remettre en état la moitié inférieure du phare. Project Bug Light a collecté 20.000 dollars auprès d'entreprises locales, ainsi que des ventes de t-shirts et d'autocollants, d'un défilé de mode, de matchs de baseball et de la mise au tirage d'un tableau. Ils ont utilisé cet argent pour restaurer les parties hautes et l'intérieur, y compris la reconstruction du toit et de la galerie basse. Parallèlement, l’énergie solaire a remplacé l’ancien système de batterie. Le signal de brouillard a également été converti à l'énergie solaire. À la fin des années 1980, des vandales ont pénétré par effraction dans la salle des lanternes, la rendant vulnérable aux fuites. Les intempéries ont tellement détérioré l’intérieur en bois que toutes les boiseries ont dû être retirées, laissant des murs métalliques à nu. Après quelques années, Project Bug Light a pratiquement disparu en tant qu’organisation et le bail de cinq ans a expiré. En 1993, les garde-côtes ont de nouveau parlé de remplacer le phare par une perche en fibre de verre, ou du moins de retirer la salle de la lanterne. Cette fois, le docteur Don Muirhead de Duxbury, passionné de voile, a été le fer de lance d’un nouvel effort de préservation. La Garde côtière a de nouveau réaménagé le phare en 1996. Les volontaires de Project Bug Light continuent à effectuer la maintenance du phare et ont collecté plus de 80.000 dollars pour la préservation du "Bug Light".

## Description
Le phare  est une tour cylindrique métallique, avec une galerie et une lanterne de 14 m de haut. La tour est peinte en blanc et rouge. Il émet, à une hauteur focale de 11 m, deux éclats rouges de 0.4 seconde par période de 5 secondes. Sa portée est de 6 milles nautiques (environ 11 km).
Il est aussi équipé d'une corne de brume radiocommandée émettant un blast par période de 15 secondes.

## Caractéristiques dufeu maritime
Fréquence : 5 secondes (R-R)
- Lumière : 0.4 seconde
- Obscurité : 0.6 seconde
- Lumière : 0.4 seconde
- Obscurité : 3.6 secondes

Identifiant : ARLHS : USA-251 ; USCG : 1-12580 - Amirauté : J0368 .
|          |
| Le phare |

### Lien connexe
- Liste des phares du Massachusetts